# Antošin
Antošin je priimek več oseb:
- Ivan Panfilovič Antošin (1895–1944), sovjetski general
- Vladimir Antošin (1929–1994), šahovski mojster